# La Cité maudite
Pour plus de détails, voir Fiche technique et Distribution.
La Cité maudite (The City Gone Wild) est un film muet américain réalisé par James Cruze, sorti en 1927.

## Fiche technique
- Titre : La Cité maudite
- Titre original : The City Gone Wild
- Réalisation : James Cruze
- Scénario : Charles Furthman, Jules Furthman et Herman J. Mankiewicz
- Photographie : Bert Glennon
- Pays d'origine : États-Unis
- Format : Noir et blanc - 1,33:1 - Film muet
- Date de sortie : 1927

## Distribution
- Thomas Meighan : John Phelan
- Marietta Millner : Nada Winthrop
- Louise Brooks : Snuggles Joy
- Fred Kohler : Gunner Gallagher
- Wyndham Standing : Franklin Ames
- Charles Hill Mailes : Luther Winthrop